# 貓裏喵

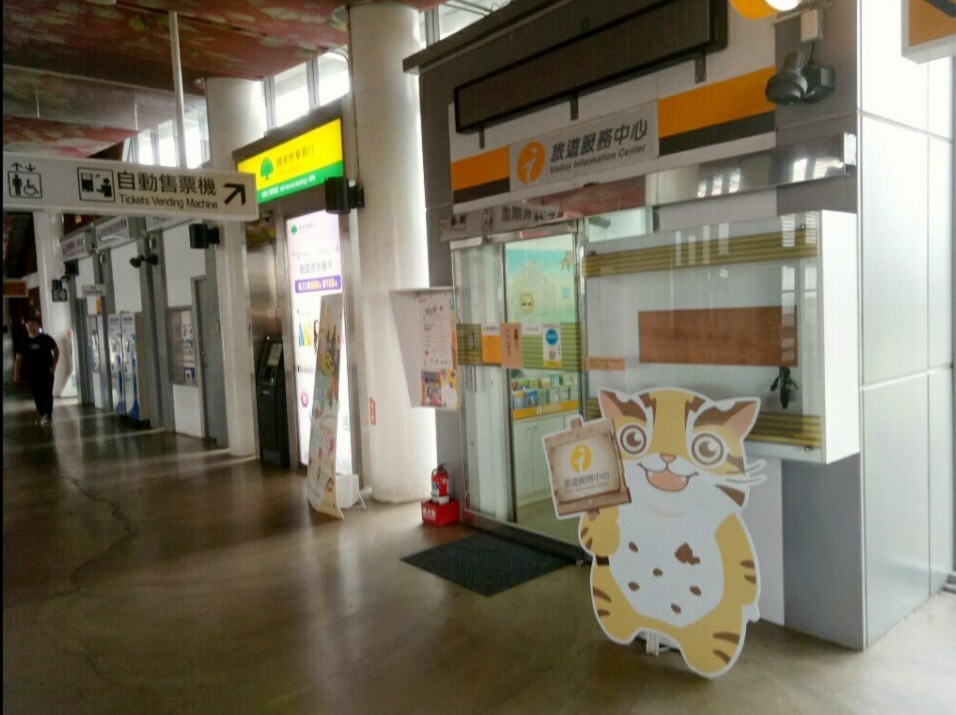
台鐵苗栗車站旅遊服務中心，放置貓裏喵看板

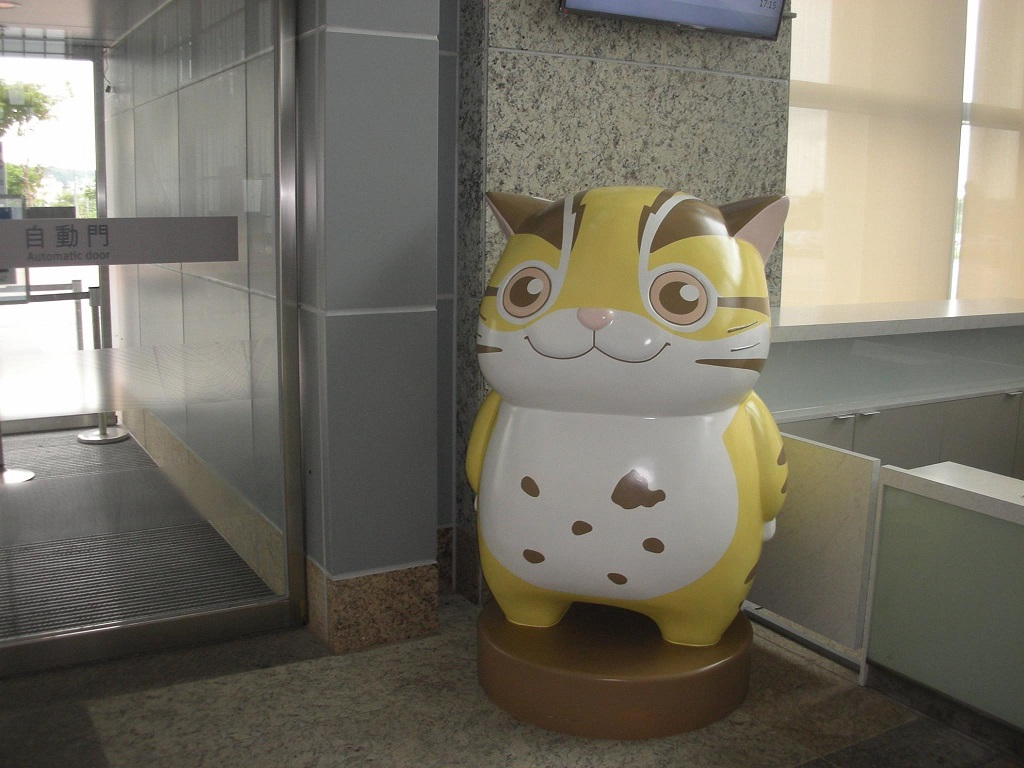
高鐵苗栗車站的貓裏喵像

貓裏喵是中華民國苗栗縣的地方吉祥物，「貓裏喵」以保育類動物石虎的形象設計而成，並以苗栗的舊名『貓裏』，與苗栗縣簡稱『苗』（貓）的諧音而來，目前其角色設定為苗栗縣政府行銷科科員，負責推廣苗栗縣的觀光活動。該石虎造型吉祥物首次現身於2015年12月5日的苗栗傳統藝術節，縣府並於同時舉辦吉祥物命名網路票選活動，最後命名為貓裏喵。2016年苗栗縣政府國際文化觀光局網頁亦以貓裏喵作為主題，為台灣第一個以吉祥物為主題的官方觀光旅遊網。

## 代言活動
- 2015 苗栗傳統藝術季
- 2016 台中國際旅展-苗栗代言人
- 2016 桐花婚禮及記者會
- 2016 苗栗縣寵物認養平台啟用典禮
- 2016 全國身障運動會
- 2018 中華民國107年全民運動會

## 軼聞
2016年舉行的「2016全台吉祥物PK戰」中，貓裏喵在參賽吉祥物中票選獲第3名，並為非直轄市第1名，為感謝民眾對縣內吉祥物的支持，苗縣府於2016年10月21日舉辦「貓裏喵強勢出擊Let’s Party」謝票派對。

## 外部連結
- 貓裏喵的Instagram帳戶
- 苗栗文化觀光旅遊網 （页面存档备份，存于）
- 苗栗玩透透的Facebook專頁
- YouTube上的貓裏喵頻道